# Reprezentacja Niemieckiej Republiki Demokratycznej w rugby union mężczyzn
Reprezentacja Niemieckiej Republiki Demokratycznej w rugby mężczyzn – były zespół rugby, biorący udział w imieniu NRD w meczach i sportowych imprezach międzynarodowych, powoływany był przez selekcjonera, w którym mogli występować wyłącznie zawodnicy posiadający obywatelstwo NRD. Za jego funkcjonowanie odpowiedzialny był Niemiecki Związek Sportu.

## Historia
Swój pierwszy mecz wschodnioniemiecka drużyna rozegrała 21 października 1951 przeciwko Rumunii. Reprezentanci NRD przegrali to spotkanie 64:26. Przez całą swoją historię niemiecki zespół nie brał udziałów w międzynarodowych turniejach i rozgrywał mecze sparingowe z zespołami bloku wschodniego. Wyjątkiem są spotkania przeciwko Holandii, Szwecji i Danii. Po przemianach ustrojowych z 1990 wschodnioniemiecki zespół rozegrał dwa ostatnie w swojej historii spotkania.

## Udział wPucharze Świata
- 1987 - Nie brała udziału

## Mecze Reprezentacji NRD
| Kraj           | Pierwszy mecz | Liczba gier | Wygrane | Remisy | Przegrane |
| -------------- | ------------- | ----------- | ------- | ------ | --------- |
| Rumunia        | 1951          | 14          | 0       | 1      | 13        |
| Czechosłowacja | 1956          | 16          | 3       | 2      | 11        |
| Holandia       | 1958          | 1           | 1       | 0      | 0         |
| Polska         | 1958          | 13          | 2       | 1      | 10        |
| Szwecja        | 1964          | 2           | 2       | 0      | 0         |
| Dania          | 1964          | 2           | 2       | 0      | 0         |
| Bułgaria       | 1976          | 14          | 9       | 0      | 5         |
| ZSRR           | 1978          | 2           | 0       | 0      | 2         |
| Jugosławia     | 1978          | 1           | 0       | 0      | 1         |
| Węgry          | 1990          | 1           | 1       | 0      | 0         |
| Luksemburg     | 1990          | 1           | 0       | 0      | 1         |
| Ogólny Bilans  |               | 67          | 21      | 4      | 42        |

## Trenerzy
| Lata pracy  | Imię i Nazwisko  |
| ----------- | ---------------- |
| 1951 – 1972 | Erwin Thiesies   |
| 1972 – 1983 | Detlef Krüger    |
| 1983 – 1985 | Gerhard Schubert |
| 1985 – 1990 | Rüdiger Tanke    |
| 1990        | Peter Gellert    |